# William Duane
William Duane (Filadélfia, 17 de fevereiro de 1872 — 7 de março de 1935) foi um físico estadunidense.
Trabalhando juntamente com Marie Curie, desenvolveu um método de obtenção de rádon em laboratório.

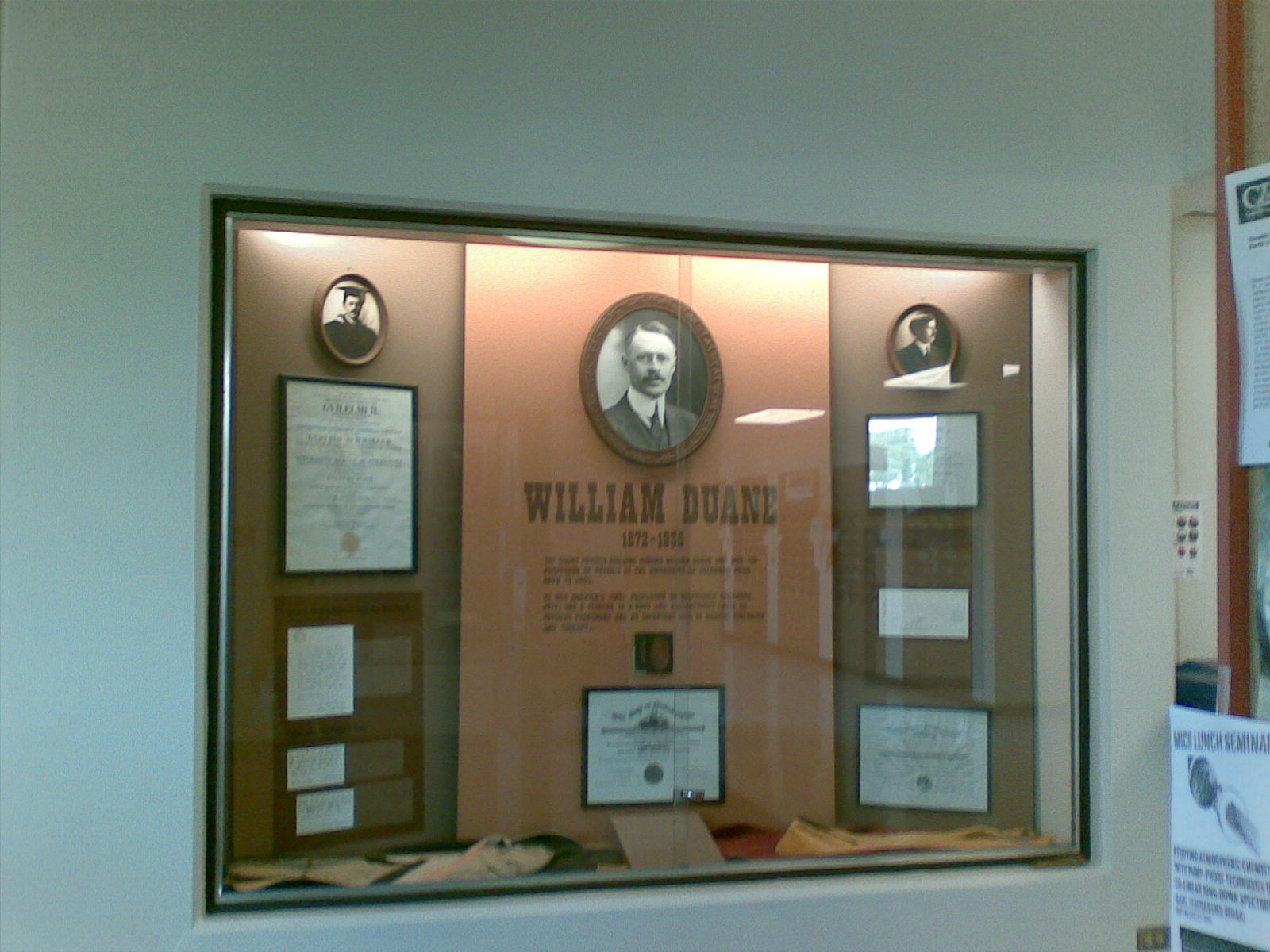
Quadro comemorativo na Universidade do Colorado em Boulder

A partir de 1925 Duane teve sua saúde debilitada por diabetes, falecendo em 7 de março de 1935.

## Honrarias e condecorações
O prédio do Departamento de Física da Universidade do Colorado em Boulder foi batizado com seu nome. Recebeu em 1923 o Prêmio Comstock de Física.